# Kathoey

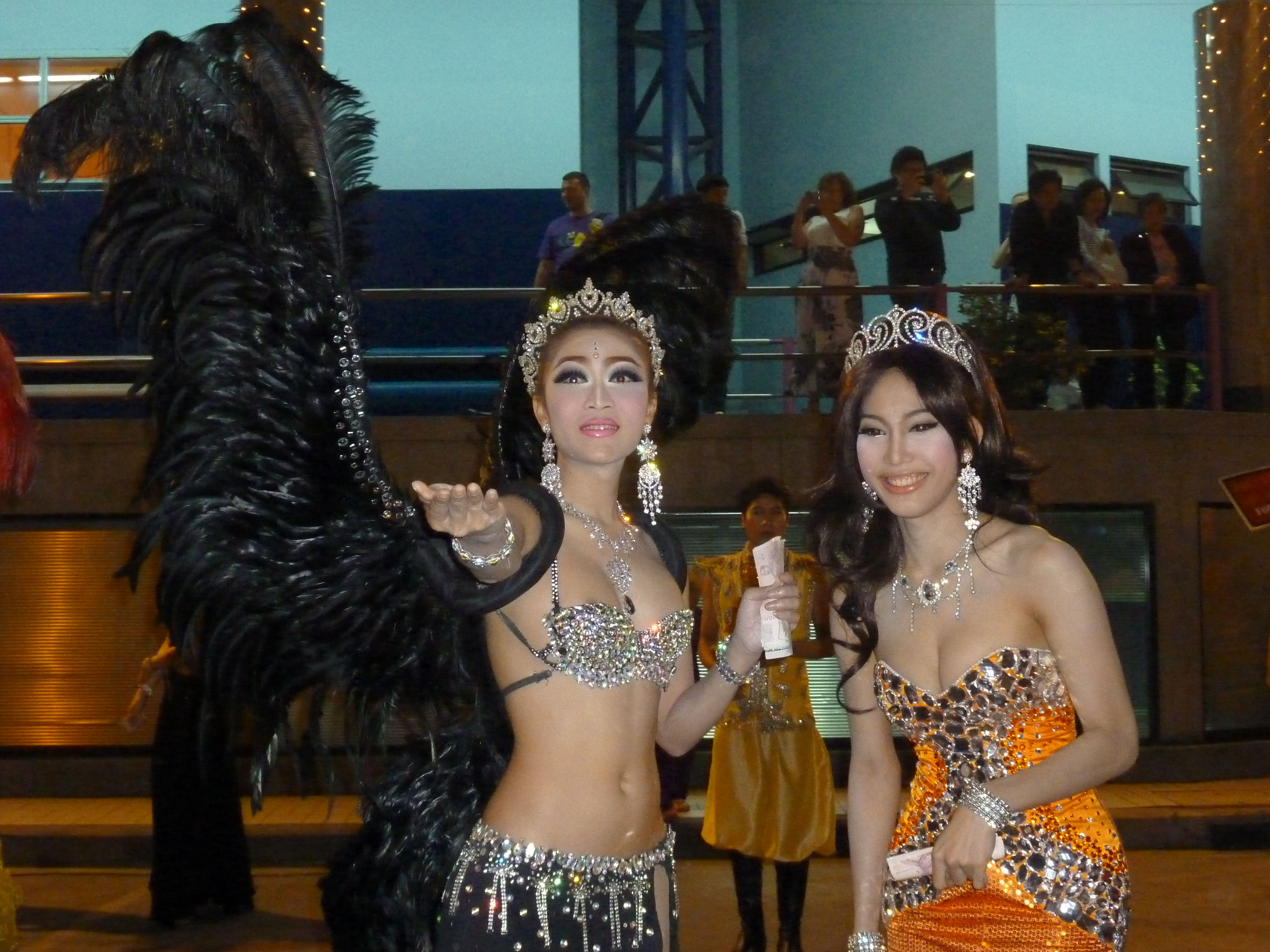
Dvě kathoey v thajské Pattayi

Kathoey (či katoey nebo katoi, thajsky กะเทย, foneticky kàtʰɤːj) je označení pro trans ženy nebo feminní gaye v jihovýchodní Asii, především v Thajsku.
Výraz kathoey je khmerského původu.